# Strada statale 421 dei Laghi di Molveno e Tenno
La strada statale 421 dei Laghi di Molveno e Tenno (SS 421) è una strada statale italiana lunga 62,35 km, che connette la Val di Non al lago di Garda passando per le valli Giudicarie con un percorso tipicamente montano.

## Percorso

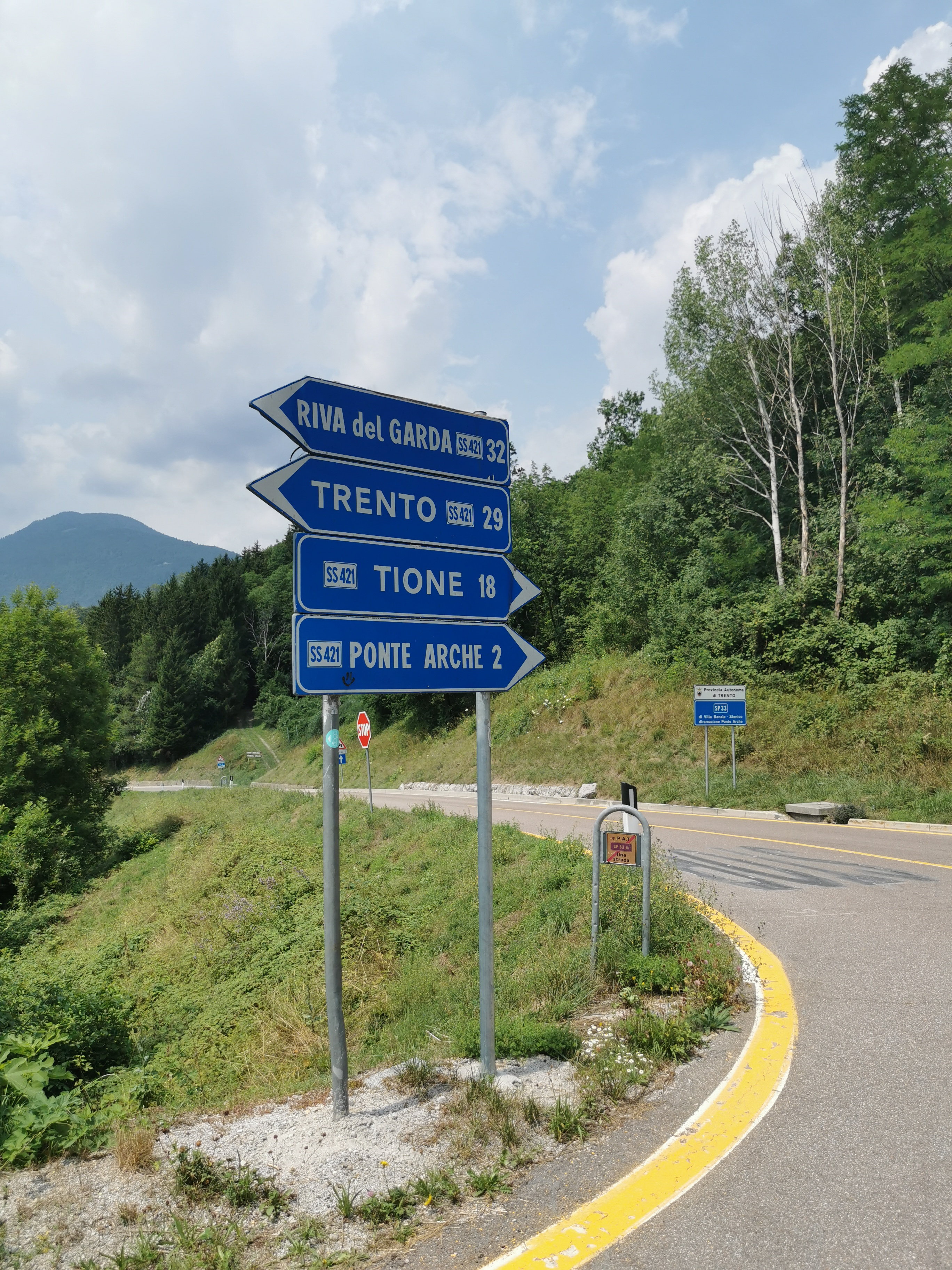
bivio sulla SS 421 posto a est di Villa Banale

Ha origine dalla strada statale 43 della Val di Non a Vigo di Ton (frazione del comune di Ton in provincia di Trento) in località Rocchetta e termina a Riva del Garda innestandosi nella strada statale 45 bis Gardesana Occidentale.
La strada attraversa gli abitati di Andalo e Molveno, importanti centri turistici estivi ed invernali (comprensorio della Paganella), costeggia la sponda orientale del Lago di Molveno e discende nelle valli Giudicarie dove interseca in località Ponte Arche (frazione di Comano Terme) la strada statale 237 del Caffaro. A questo punto la strada risale verso il passo del Ballino e ridiscende verso il lago di Garda, passando prima per il lago di Tenno.
In seguito al decreto legislativo 2 settembre 1997, n° 320, dal 1º luglio 1998 la gestione è passata dall'ANAS alla Provincia autonoma di Trento. Quest'ultima ha lasciato la classificazione e la sigla di statale (SS) alla strada, poiché non si tratta di un trasferimento dal demanio dello Stato a quello delle Regioni, ma di una delega in materia di viabilità e pertanto la titolarità resta sempre in capo allo Stato.